# Another Part of Me
Singles de Michael Jackson meilleur artiste
Dirty Diana
(1988) Smooth Criminal
(1988)
Pistes de Bad
Just Good Friends
(5) Man in the Mirror
(7)
Another Part of Me est le 6e single extrait de l'album Bad de Michael Jackson. Sorti en juillet  1988, il se classe à la 11e place du Billboard Hot 100 et à la 1re place du Hot R&B/Hip-Hop Songs.
La chanson a remplacé Streetwalker de la liste finale des morceaux de Bad car étant jugée plus dansante par Michael Jackson. Elle a également été utilisée dans la bande-annonce du film Moonwalker (1988), puis dans une seconde édition du jeu vidéo issu du film. 

## Contenu
Comme pour des précédentes chansons telles que Can You Feel It et We Are the World, les paroles mettent l'accent sur l'unité mondiale et l'amour universel.

## Clip
Le clip est un montage d'images de concerts de juillet 1988 au stade de Wembley de Londres, au Stade olympique de Munich, et au Parc des Princes de Paris durant le Bad World Tour. Il commence sur des images de spectateurs ainsi que de personnalités ayant assisté à la tournée : la Princesse Diana, Sophia Loren, Elizabeth Taylor, Tina Turner. On voit ensuite Frank DiLeo (manager de Jackson) serrant la main de l'artiste. Puis la musique débute, et la vidéo montre alors la performance scénique de Michael Jackson, en intégrant des gros plans de son visage, de ses pieds, de son bassin, ainsi que des images de la foule et des musiciens, le tout s'enchaînant à un rythme rapide. 
La première diffusion du clip eut lieu le 30 juillet 1988 dans l'émission Michael Jackson Around The World, consacrée au Bad World Tour et montrant des extraits de concerts.
Le clip est disponible dans le coffret DVD Michael Jackson's Vision sorti fin 2010.

## Liste des pistes
45 tours
1. Another Part of Me (Single Mix) – 3:46
2. Another Part of Me (Instrumental) – 3:46[2],[3]

33 tours / Picture Disc – CD Maxi
1. Another Part of Me (Extended Dance Mix) – 6:18
2. Another Part of Me (Radio Edit) – 4:24
3. Another Part of Me (Dub Mix) – 3:51
4. Another Part of Me (A cappella) – 4:01

Promo CD Single (États-Unis)
1. Another Part of Me (Single Mix)
2. Another Part of Me (Extended Dance Mix)
3. Another Part of Me (Radio Edit)
4. Another Part of Me (Dub Mix)
5. Another Part of Me (A cappella)

### SingleAnother Part of Me
Audio (CD)
1. Another Part of Me (Album Version) - 3:55

Vidéoclip (DVD)
1. Another Part of Me (Official Video) - 4:46

## Crédits
- Écrit et composé par Michael Jackson
- Guitares : Paul Jackson Jr. et David Williams
- Saxophones : Kim Hutchcroft et Larry Williams
- Trompettes : Gary Grant et Jerry Hey
- Synclavier : Christopher Currell
- Synthétiseurs : Rhett Lawrence et John Barnes
- Arrangements vocaux et rythmiques : Michael Jackson et John Barnes
- Arrangements des cordes : Jerry Hey

## Classements

### Classements hebdomadaires
| Classement (1988)                      | Meilleure position |
| -------------------------------------- | ------------------ |
| Allemagne (Media Control AG)           | 10                 |
| Australie (ARIA)                       | 44                 |
| Autriche (Ö3 Austria Top 40)           | 20                 |
| Belgique (Flandre Ultratop 50 Singles) | 3                  |
| Belgique (Flandre VRT Top 30)          | 3                  |
| Canada (100 Singles)                   | 28                 |
| Canada (20 Dance Singles)              | 10                 |
| États-Unis (Billboard Hot 100)         | 11                 |
| États-Unis (Cash Box)                  | 12                 |
| États-Unis (Hot Black Singles)         | 1                  |
| États-Unis (Hot Dance Club Play)       | 18                 |
| France (SNEP)                          | 32                 |
| Irlande (IRMA)                         | 5                  |
| Italie (FIMI)                          | 47                 |
| Nouvelle-Zélande (RMNZ)                | 14                 |
| Pays-Bas (Nederlandse Top 40)          | 10                 |
| Pays-Bas (Single Top 100)              | 8                  |
| Pologne (Classements Singles)          | 9                  |
| Royaume-Uni (UK Singles Chart)         | 15                 |
| Suisse (Schweizer Hitparade)           | 5                  |

| Classement (2009)         | Meilleure position |
| ------------------------- | ------------------ |
| Pays-Bas (Single Top 100) | 94                 |

| Classement (1988)              | Position |
| ------------------------------ | -------- |
| Belgique (Flandre Ultratop 50) | 50       |

## Divers
- La chanson apparaît initialement dans le film 3D Captain EO (1986), une attraction des parcs Disney active jusqu'en 1998. Cette attraction fut réintroduite en 2010 pour une durée temporaire. Elle a fermé en 2015 à Disneyland Paris.
- On peut également entendre la chanson dans une courte séquence du film Rush Hour (1998).
- Une version remixée du titre est disponible dans l'édition française collector de la compilation King of Pop (2008).
- En juillet 2009, en hommage à Michael Jackson lors de la deuxième partie du Sticky & Sweet Tour de Madonna, une courte partie de la chanson a été utilisée parmi d'autres (avec un danseur imitant l'artiste).